# Semarey
Semarey is een gemeente in het Franse departement Côte-d'Or (regio Bourgogne-Franche-Comté) en telt 114 inwoners (2009). De plaats maakt deel uit van het arrondissement Beaune.

## Geografie
De oppervlakte van Semarey bedraagt 7,5 km², de bevolkingsdichtheid is dus 15,2 inwoners per km².
De onderstaande kaart toont de ligging van Semarey met de belangrijkste infrastructuur en aangrenzende gemeenten.

## Demografie
Onderstaande figuur toont het verloop van het inwonertal (bron: INSEE-tellingen).